# Форт Нокс
Форт Нокс (на английски: Fort Knox) е военна база на американската армия, разположена в Кентъки, южно от Луисвил и северно от Елизабеттаун.
В съседство се намира хранилището за златни кюлчета на САЩ, което се използва за складиране на голяма част от американския официален златен резерв. Базата с площ от 441 km2 покрива части от окръзите Булит, Хардин и Мийд. Наименувана е в чест на Хенри Нокс, началник на артилерията по време на Американската война за независимост.
В продължение на 60 години Форт Нокс е дом на Танковия център на американската армия и Танково училище на американската армия (днес преместени във Форт Бенинг) и се използва както от армията, така и от морската пехота за обучение на екипаж на съвременни танкове. Историята на кавалерията и бронираните войски на САЩ, както и на кариерата на генерал Джордж Патън, се намира в музея „Генерал Джордж Патън“ на територията на Форт Нокс. Освен това, на територията на комплекса е разположен и Командният център за човешки ресурси на армията от 2009 г.

## История

### Укрепление
През 1861 г. близо до съвременното място са издигнати укрепления в хода на Американската гражданска война. Построеният Форт Дъфийл се намира на стратегическа точка, гледаща към мястото на вливане на реката Солт в Охайо. Районът се оспорва както от силите на Съюза, така и от силите на Конфедерацията. Групи от организирани партизани често нападат района през войната.
След войната областта става дом на различни малки общества. През октомври 1903 г. се провеждат военни маневри на редовната армия и националната гвардия от няколко щата в околността. През април 1918 г. пристигат артилерийски части за обучение. 8100 ha близо до селото Ститън са отдадени на правителството и строителството на постоянен тренировъчен център започва през юли 1918 г.

### Нов лагер
Новият лагер е кръстен на Хенри Нокс – началник на артилерията на Континенталната армия по време на войната за независимост и първият военен министър на САЩ. Лагерът е разширен чрез купуването на още 16 000 ha през юни 1918 г., а самият строеж започва през юли. Строителната програма е намалена, след като бюджетът на армията е намален през 1921 г. Лагерът е смален и става полу-постоянен тренировъчен център за обучение на офицери от запаса и националната гвардия. От 1925 до 1928 г. районът е обозначаван като „Национална гора лагер Хенри Нокс“.
По-късно в лагера е построена самолетна писта, която се използва от Въздушните сили на американската армия и като тренировъчна база през Втората световна война. Използва се от Националната въздушна гвардия на Кентъки в първите години след войната, преди да бъде дислоцирана в Луисвил. Пистата все още се използва от въздушните сили на американската армия.

### Защита на учредителните документи на Америка
С цел защита след японското нападение над Пърл Харбър през 1941 г., Декларацията за независимост на САЩ, Конституцията на САЩ и Гетисбъргското обръщение са преместени за съхранение в хранилището за златни кюлчета. Изнесени са навън на 19 септември 1944 г., едва след десантите в Нормандия.

### Механизирана военна част
През 1931 г. малка част от механизирана кавалерия е назначена в лагера Нокс, който да използва за тренировъчни цели. Лагерът е превърнат в постоянен гарнизон през януари 1932 г. и преименуван на Форт Нокс. 1-ви кавалерийски полк пристига по-късно през същия месец.
През 1936 г. към 1-ви се присъединява 13-и, като заедно те образуват 7-а кавалерийска бригада. Мястото бързо става център за механизирани тактики. Успехът на немските механизирани части в началото на Втората световна война дава голям тласък на работата на укреплението. През юли 1940 г. е създадена нова бронирана войска с щаб-квартира във Форт Нокс, а 7-а кавалерийска бригада става 1-ва бронирана дивизия. Към 1943 г. комплексът вече съдържа 3820 сгради върху 43 245 ha.

## Хранилище за кюлчета
Министерството на финансите на САЩ поддържа хранилище за златни кюлчета в базата от 1937 г. насам. Оценено е, че хранилището съдържа към 2,3% от всичкото злато, преработвано някога в човешката история.

### История на трезора
През 1933 г. президентът Франклин Рузвелт издава Изпълнителна заповед 6102, забраняваща частната собственост на златни монети, златни кюлчета и златни сертификати от американски граждани, принуждавайки ги да си разпродадат златото на Федералния резерв. В резултат на това, стойността на златото, притежавано от Федералния резерв, нараства от 4 милиарда долара до 12 милиарда долара между 1933 и 1937 г. Това оставя Федералното правителство с голям златен резерв и малко място за съхранението му. През 1936 г. Министерството на финансите на САЩ започва строителството на хранилището за златни кюлчета във Форт Нокс, Кентъки, върху земя, отдадена им от армията. Златният трезор е завършен през декември 1936 г. на цена от 560 000 долара. Построен е от гранит, докарван от мина в Северна Каролина.
Първите доставки със злато се осъществяват в периода януари – юли 1937 г. По-голямата част от златния резерв на САЩ постепенно се доставя до трезора, като това включва както стари кюлчета, така и новосъздадени такива от разтопени златни монети. Съхраняват се и някои непокътнати монети. Трансферът включва специален влак с 9 вагона, охраняван с картечници. Единственият случай на публичен достъп до трезора е през 1974 г., когато група репортери са допуснати във вътрешността му, за да опровергаят твърденията на адвокат, разпространяващ теория, че златото в хранилището всъщност е било тайно изнесено от елита, а трезорът е празен.
През Втората световна война в хранилището се съхранява оригиналите на Декларацията за независимост на САЩ и Конституцията на САЩ. Тук се държат и резерви на европейски държави и ключови документи от историята на Запада. Например, короната на свети Стефан, която е предадена на американски войници, за да се избегне попадането ѝ в съветски ръце. В хранилището се съхранява и едно от четирите копия на Магна харта по време на войната. През Втората световна война, а и през Студената война, до изобретяването на различни видове синтетични болкоуспокояващи, запас от преработен морфин и опиум се държи в хранилището като предпазна мярка срещу изолирането на САЩ от източниците на суров опиум.

### Строеж и сигурност
Под подобната на крепост сграда лежи златният трезор, облицован с гранитни стени и защитен от врата с взривозащита, тежаща 20 тона. Членове на хранилището трябва да набират отделни комбинации, които само те знаят. Отвъд главната врата на трезора, по-малки отделения предоставят допълнителна защита.
Съоръжението е опасано от заграждения и се охранява от полицията на Монетния двор на САЩ. Създаден е тунел за бягство от долното ниво на трезора, в случай че някой остане случайно заключен.
От съображения за сигурност не се допускат посетители на територията на трезора. Тази политика се провежда още от основаването на трезора, като за нея са правени само две изключения. Първото е направено за инспекция на членове на Конгреса на САЩ и новинарски медии на 23 септември 1974 г. под ръководството на директора на монетния двор, Мери Брукс. Второто е направено за подобна инспекция на конгресмени от Кентъки на 21 август 2017 г. под надзора на секретаря на Министерството на финансите Стивън Мнучин.